# آوارهای اوراسیایی

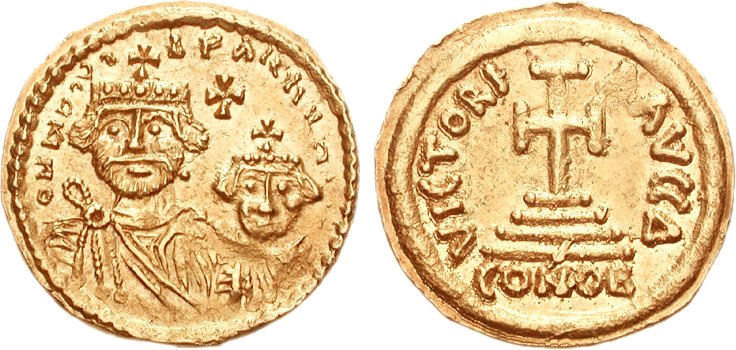
Coins of the Avars 6th–7th centuries AD, imitating Ravenna mint types of Heraclius.

آوارهای اوراسیایی مردمانی کوچ‌نشین با ترکیبی از نژادهای گوناگون بودند. بر پایه پژوهش‌های آندراس رونا تاس قوم آوار در آسیای میانه در قرون باستان از ادغام چند قبیله شکل گرفته‌است. در قرن ششم میلادی تاریخ‌شناس مناندر پروتکتور اشاره کرد که زبان آوارها شبیه به زبان هون‌ها بوده‌است. این نظریه باعث تقویت نظریه‌ای می‌شود که زبان آوارها را از شاخه اوغور زبان‌های ترکی می‌داند. به تازگی برخی پژوهش‌ها اشاره کرده‌اند که آوارها به یکی از زبان‌های ایرانی سخن می‌گفته‌اند. همچنین با کشف برخی اسکلت‌های مغولی در گورهای قدیمی آوارها برخی پژوهشگران ابراز داشته‌اند که ریشه آوارهای اروپا به مغول‌ها برمی‌گردد هرچند این تئوری توسط دیگران مورد مناقشه قرار گرفته‌است.